# Castellammare di Stabia
Castellammare di Stabia – miasto i gmina we Włoszech, w regionie Kampania, w prowincji Neapol.
Według danych na rok 2004 gminę zamieszkiwało 66 413 osób, 3906,6 os./km².
Z miasta rozpoczyna bieg kolej linowa Monte Faito.
W roku 1864 urodził się tam Gabriele Capone – ojciec Ala Capone.